# Sidymella bicuspidata
Sidymella bicuspidata là một loài nhện trong họ Thomisidae.
Loài này thuộc chi Sidymella. Sidymella bicuspidata được Ludwig Carl Christian Koch miêu tả năm 1874.